# Nemertopsis bivittata
Nemertopsis bivittata är en djurart som tillhör fylumet slemmaskar, och som först beskrevs av Delle Chiaje 1841.  Nemertopsis bivittata ingår i släktet Nemertopsis och familjen Emplectonematidae. Inga underarter finns listade i Catalogue of Life.